# Joel Kramer
Joel Bruce Kramer (San Diego, California, 30 de noviembre de 1955) es un exjugador de baloncesto estadounidense que disputó cinco temporadas en la NBA, además de jugar en la liga israelí. Con 2,01 metros de estatura, jugaba en la posición de alero.

## Trayectoria deportiva

### Universidad
Jugó durante cuatro temporadas con los Aztecs de la Universidad Estatal de San Diego, en las que promedió 8,6 puntos, 6,5 rebotes y 1,4 asistencias por partido. Se perdió una temporada y media a causa de una lesión en un pie, pero a pesar de ello en sus dos últimas temporadas fue incluido en el mejor quinteto de la Big West Conference, y en la última además elegido Jugador del Año.

### Profesional
Fue elegido en la sexagésimo tercera posición del Draft de la NBA de 1978 por Phoenix Suns, donde jugó durante cinto temporadas como suplente, siendo la mejor de todas la primera de ellas, en la que promedió 5,9 puntos y 4,1 rebotes por partido.
Tras no renovar contrato con los Suns, en 1983 ficha por el Maccabi Tel Aviv de la liga israelí, donde solo jugó unos meses.

## Estadísticas de su carrera en la NBA

### Temporada regular
| Temporada | Edad | Equipo       | Liga | P   | TIT | MIN  | TC  | TCA | %TC  | 3P  | 3PA | %3P  | TL  | TLA | %TL  | R.OF. | R.DEF. | REB | ASIS | ROB | TAP | PER | FP  | PTS |
| 1978-79   | 23   | Phoenix Suns | NBA  | 82  |     | 17.1 | 2.2 | 4.5 | .489 |     |     |      | 1.5 | 2.1 | .710 | 1.6   | 2.5    | 4.1 | 1.1  | 0.5 | 0.3 | 1.2 | 2.7 | 5.9 |
| 1979-80   | 24   | Phoenix Suns | NBA  | 54  |     | 13.2 | 1.2 | 2.6 | .469 | 0.0 | 0.0 | .000 | 1.0 | 1.3 | .800 | 0.9   | 1.9    | 2.8 | 1.4  | 0.5 | 0.1 | 0.9 | 1.9 | 3.5 |
| 1980-81   | 25   | Phoenix Suns | NBA  | 82  |     | 13.0 | 1.7 | 3.1 | .527 | 0.0 | 0.0 | .000 | 0.8 | 1.1 | .692 | 0.9   | 1.9    | 2.8 | 1.1  | 0.4 | 0.2 | 0.8 | 1.6 | 4.1 |
| 1981-82   | 26   | Phoenix Suns | NBA  | 56  | 0   | 9.8  | 1.0 | 2.4 | .414 | 0.0 | 0.0 |      | 0.6 | 0.8 | .786 | 0.6   | 1.3    | 1.9 | 0.9  | 0.3 | 0.2 | 0.5 | 1.1 | 2.6 |
| 1982-83   | 27   | Phoenix Suns | NBA  | 54  | 4   | 8.5  | 0.8 | 1.9 | .423 | 0.0 | 0.0 | .000 | 0.3 | 0.3 | .875 | 0.8   | 0.9    | 1.6 | 0.7  | 0.3 | 0.1 | 0.4 | 1.2 | 1.9 |
| Total     |      |              | NBA  | 328 | 4   | 12.8 | 1.5 | 3.1 | .479 | 0.0 | 0.0 | .000 | 0.9 | 1.2 | .737 | 1.0   | 1.8    | 2.8 | 1.0  | 0.4 | 0.2 | 0.8 | 1.8 | 3.8 |

### Playoffs
| Temp.   | Edad | Equipo       | Liga | P  | MIN | TCA | TC | 3PA | 3P | TLA | TL | R.OF. | REB | ASIS | ROB | TAP | PER | FP | PTS | %TC  | %3P | %FT  | MIN  | PTS | REB | AST |
| 1978-79 | 23   | Phoenix Suns | NBA  | 15 | 257 | 32  | 59 |     |    | 26  | 36 | 21    | 57  | 19   | 9   | 7   | 16  | 44 | 90  | .542 |     | .722 | 17.1 | 6.0 | 3.8 | 1.3 |
| 1980-81 | 25   | Phoenix Suns | NBA  | 7  | 101 | 13  | 25 | 0   | 0  | 1   | 2  | 2     | 16  | 4    | 2   | 2   | 1   | 18 | 27  | .520 |     | .500 | 14.4 | 3.9 | 2.3 | 0.6 |
| 1981-82 | 26   | Phoenix Suns | NBA  | 4  | 20  | 5   | 7  | 0   | 0  | 2   | 3  | 2     | 5   | 1    | 1   | 0   | 1   | 2  | 12  | .714 |     | .667 | 5.0  | 3.0 | 1.3 | 0.3 |
| 1982-83 | 27   | Phoenix Suns | NBA  | 2  | 6   | 0   | 2  | 0   | 0  | 0   | 0  | 0     | 0   | 0    | 0   | 0   | 0   | 0  | 0   | .000 |     |      | 3.0  | 0.0 | 0.0 | 0.0 |
| Total   |      |              | NBA  | 28 | 384 | 50  | 93 | 0   | 0  | 29  | 41 | 25    | 78  | 24   | 12  | 9   | 18  | 64 | 129 | .538 |     | .707 | 13.7 | 4.6 | 2.8 | 0.9 |